# 厄斯特馬爾姆
厄斯特马尔姆是瑞典首都斯德哥爾摩的一個區，位於斯德哥爾摩市中心。厄斯特馬爾姆在2014年有人口70,779人，面積18.00 km²。

## 名称
“厄斯特马尔姆”（Östermalm）一名在瑞典语中意为“东区”，其中“厄斯特”（Öster）意为“东”，而“马尔姆”（malm）指市中心以外的地区，其出现于瑞典和芬兰的几个城市的辖区中。